# Hamaspora
Hamaspora — рід грибів родини Phragmidiaceae. Назва вперше опублікована 1877 року.

## Поширення та середовище існування
Види зростають у Африці, Азії та Австралії.